# Calenberg (Warburg)
Calenberg ist eine Ortschaft von Warburg im Kreis Höxter, Nordrhein-Westfalen (Deutschland) mit etwa 435 Einwohnern (Stand 31. Dezember 2023) und liegt ca. 4,5 km südlich der Kernstadt Warburg am Calenberger Bach.
Der Ort ist nicht zu verwechseln mit der gleichnamigen Burg Calenberg in Niedersachsen.

## Geschichte
Aus der Zeit von 1500 bis 100 v. Chr. gibt es einige Funde (drei Grabhügel), eine Hünenburg und eine Wehranlage in Calenberg.
Um 700 wurde das Gebiet christianisiert. Ab 1018 wurde am Fuße des Calenberger Bergsporns gesiedelt. Zwei Jahre später gehen die Besitzungen in der Region rund um Warburg inklusive Calenberg von Graf Dodiko, der keine Nachkommen hatte, an den Bischof von Paderborn über. Um 1250 wurde in Calenberg die Burg Calenberg von den Herren von Berkule gebaut. 1307 belehnte der Paderborner Bischof Otto die westfälische Familie derer von Papenheim mit der Burg, die sich bald Rave von Calenberg nannten. Ihnen wurden auch die Patronatsrechte über das Kloster Wormeln übertragen, die zuvor den Grafen von Everstein gehörten. 1321 wurde erstmals ein Pfarrer mit Namen Plebanus Dietrich in Calenberg erwähnt. Calenberg gehörte damit seit seiner Gründung zur weltlichen Herrschaft des deutschen Bistums Paderborn, ursprünglich im Herzogtum Sachsen. Ab dem 14. Jahrhundert bildete sich das Territorium Hochstift Paderborn im Heiligen Römischen Reich, darin ab dem 16. Jahrhundert zum  niederrheinisch-westfälischen Reichskreis.
siehe auch Burg Holthusen
1326 wurde die Burg Calenberg in einem Vertrag erneut an die Pappenheimer verlehnt. In dem Vertrag wird der Ort als Stadt bezeichnet. Im Hochstift Paderborn gehörte die Stadt Calenberg zu den Landständen und durfte am Landtag des Stifts im Städtischen Kollegium teilnehmen. 1606 wurde die Kapelle von Calenberg zur Pfarrei erhoben und der Nachbarort Dalheim der Calenberger Kirche zugeordnet. Erstmals wurde 1682 in Calenberg ein Lehrer mit Namen Johann Hoppen erwähnt.

### Name
Für den heutigen Ortsnamen Calenberg gibt es folgende historische Bezeichnungen: Calenberge, Calenberghe, Kalenberge. Kalinberge, Kalenberghe.

### 19. Jahrhundert
Preußische Truppen rückten im Vorgriff auf die Entscheidungen des Reichsdeputationshauptschlusses im August 1802 in das Hochstift Paderborn ein. Von 1807 bis 1813 gehörte Calenberg zum Königreich Westphalen und dort zum Kanton Volkmarsen im Distrikt Kassel des Departements der Fulda. Nach dem Wiener Kongress fiel Calenberg 1815 wieder an Preußen und gehörte zur neu eingerichteten preußischen Provinz Westfalen. Calenberg wurde dem 1816 neugegründeten Kreis Warburg mit der Kreisstadt Warburg im Regierungsbezirk Minden zugeordnet, in dem die Gemeinde zum Amt Warburg gehörte, das seit 1932 Amt Warburg-Land hieß.

### 20. Jahrhundert
1912 erhielt Calenberg eine Elektrizitätsversorgung. 1904 wurde die Genossenschaftsbank Calenberger Spar- und Darlehenskassen-Verein eGmbH gegründet, die 1954 mit der späteren Spar- und Darlehenskasse Warburg eG fusionierte. 1929 bekam Calenberg eine Poststelle, die 1972 geschlossen wurde. 1945–1949 war Calenberg Teil der britischen Besatzungszone, ab 1946 staatlich regiert vom Land Nordrhein-Westfalen bzw. ab 1949 durch die Bundesrepublik Deutschland. Am 1. Januar 1975 mit Inkrafttreten des Sauerland/Paderborn-Gesetzes wurde Calenberg eine Ortschaft der Stadt Warburg, die gleichzeitig in den Kreis Höxter wechselte. Mitte der 1970er-Jahre wurde in überwiegender Eigenleistung der Calenberger Bürger eine Dorfgemeindehalle errichtet.

## Sehenswürdigkeiten
- Burg Calenberg
- Alte Kapelle
- Forsthaus Calenberg
- Mausoleum
- Eulenturm (Warte Calenberg)
- Holsterburg

## Regelmäßige Veranstaltungen
- Schützenfest
- Waldfest (2-jähriger Turnus)

## Vereine
Sportverein SF Calenberg, Freiwillige Feuerwehr der Hansestadt Warburg - Löschgruppe Calenberg, Hallenförderverein, Schützenverein (1745 wiedergegründet), Dorftreff Altes Spritzenhaus

## Umgebung
Nachbarorte sind Wormeln, Herlinghausen, Welda und Dalheim (Warburg) in Westfalen sowie Wettesingen in Hessen.

## Bekannte Personen
- Herren von Berkule
- von Pappenheim
- Rave von Calenberg
- Hugo Schuchard (1825–1886), Eigentümer und Bauherr beim Umbau der Burg Calenberg 1880–1884
- Walter Strümper (1926–2019), Verwaltungsbeamter und Autor